# Brésiliens blancs

Population blanche par municipalité selon le recensement démographique brésilien de 2022.

Groupes ethniques principaux du Brésil (Recensement du Brésil de 2022 (pt)),
- Pardos (45,34 %)
- Brancos (43,46 %)
- Pretos (10,17 %)
- Indígenas (0,6 %)
- Amarelos (0,42 %)

Selon le recensement du Brésil de 2022 (pt) de l'Institut brésilien de géographie et de statistique (IBGE), les Brésiliens blancs représentent 43,46 % de la population brésilienne, avec 88 252 121 personnes sur un total de 203 080 756 habitants. Lors du même recensement, 92 083 286 personnes se sont déclarées pardos (métis, soit 45,34 %) et 20 656 458 se sont déclarées pretos (noirs, 10,17 %). Les Blancs sont présents dans tout le Brésil et, en 2015, ils ont cessé d'être majoritaires dans le pays, dépassés par la population parda,.
Dans l'estimation de 2012, les Blancs étaient toujours majoritaires, représentant 46,6 % de la population, les Métis 45,3 % et les Noirs 7,4 %. En 2016, la population brésilienne estimée par l'IBGE était de 205,5 millions d'habitants. La population qui se déclarait blanche était de 90,9 millions de personnes (44,2 %) ; celle qui se déclarait métis était de 95,9 millions de personnes (46,7 %) et les personnes se déclarant noires étaient au nombre de 16,8 millions (8,2 %).
Dans l'estimation de la population de 2017, la population qui s'est déclarée blanche était de 90,38 millions (43,6 %), tandis que celle qui s'est déclarée métisse était de 96,9 millions (46,8 %). La même estimation a également montré que dans les régions du Sud et du Sud-Est, la population blanche prédominait (75,6 % et 51,2 %, respectivement). Les États de Santa Catarina, Rio Grande do Sul, Paraná et São Paulo sont les seuls États du pays où la population blanche est majoritaire dans toutes les régions, dépassant les 50 %. On trouve également des Blancs avec un pourcentage supérieur à 50 % dans certaines régions de Rio de Janeiro, du Mato Grosso do Sul, du Minas Gerais, de l'Espírito Santo, du Goiás, du Mato Grosso et du Rio Grande do Norte.
Les Brésiliens blancs sont ceux qui déclarent et se considèrent comme tels : le recensement brésilien utilise le critère de l'autodéclaration raciale. Les principaux ascendants des Brésiliens blancs actuels viennent du Portugal. Historiquement, les Portugais sont les Européens qui ont le plus immigré au Brésil : on estime qu'entre 1500 et 1808, 500 000 d'entre eux se sont installés au Brésil, et ils sont pratiquement le seul groupe européen à s'être installé de manière permanente dans la colonie. Même après l'indépendance, les Portugais ont été parmi les nationalités qui ont le plus immigré au Brésil. Au cours des XIXe et XXe siècles, d'autres Européens ont émigré au Brésil, et aujourd'hui des millions de Brésiliens sont également des descendants d'Italiens, d'Espagnols, d'Allemands et d'autres nationalités minoritaires.
Les Brésiliens blancs, en général, ne descendent pas seulement des Européens, mais aussi des Africains et des Indigènes, comme le prouvent des études historiques et anthropologiques, ainsi que des analyses de marqueurs génétiques. En effet, parmi les colons européens au Brésil, il y a toujours eu plus d'hommes que de femmes, et les hommes blancs ont plus souvent cherché des compagnes d'origine africaine ou indigène. Après des siècles de métissage et d'immigration européenne continue, le Brésil a formé une population « blanche par définition », dont l'ascendance est complexe et hétérogène. Ainsi, au Brésil, la personne dont l'apparence physique est la plus proche de celle d'un Européen est généralement reconnue comme « blanche », et le fait qu'une personne ait des ancêtres africains ou indigènes connus ne l'empêche pas d'être perçue et de se considérer comme blanche.